# Méres tou '36
Méres tou '36 (Μέρες του '36, "Dies del 36") és una pel·lícula grega independent underground i dramàtica del 1972 dirigida per Theo Angelópulos. El seu títol és un homenatge a Konstandinos Petru Kavafis
Filmada durant el Règim dels coronels, la pel·lícula dibuixa paral·lelismes entre el règim i la dictadura de Ioannis Metaxas, però ho fa de manera implícita, per fugir de la censura. Angelópulos en un altre lloc parla d'una "estètica del no dit". Assenyala que les coses més importants sempre passen fora del camp de visió, a porta tancada o per telèfon. Quan es diu alguna cosa, només es xiuxiueja

## Sinopsi
El maig de 1936, en una Grècia trencada per conflictes polítics, un líder sindical és assassinat. Sofianos, un petit criminal i contrabandista, així com un informador policial i agitador d'esquerres, és acusat de l'assassinat. Mantingut incomunicat en una habitació separada de la resta de detinguts, els seus dos únics visitants són un diputat del Partit Conservador i el seu xofer, que també és el seu germà. Un dia, Sofianos pren el diputat com a ostatge a la seva cel·la per obtenir el seu alliberament abans de mitjanit; no és clar com ha aconseguit el revòlver que feia servir. Els guàrdies de la presó són impotents, mentre que el vigilant està sota la pressió dels seus caps polítics per trobar una solució ràpida al enfrontament.
L'advocat de Sofianos intenta enraonar-li, explicant al seu client que l'arma que té en el seu poder és un parany que li han posat, i que prenent com a ostatge el diputat fa el joc dels que l'acusen. L'advocat fa una investigació per exonerar Sofianos però acaba sent colpejat en un carrer desert.
Mentrestant, a la presó es produeix un intent de fugida, però tres fugitius queden atrapats al camp.
Sota la pressió dels representants de les grans potències, les autoritats polítiques i penitenciàries intenten posar fi a la presa d'ostatges per diferents mitjans, inclòs l'enverinament del presoner. Finalment, a la nit, un franctirador dispara a Sofianos a la seva cel·la.
L'endemà al matí, els tres fugits són afusellats i el cos de Sofianos s'afegeix al camió funerari.

## Repartiment
- Kostas Pavlou: Sofianos
- Thanos Grammenos: Germà de Sofianos/Conductor de Kriezis
- Giorgos Kyritsis: Kontaxis
- Petros Zarkadis: Còmplice de Sofianos
- Christoforos Neezer: director de la presó
- Toula Stathopoulou: prostituta
- Christos Kalavrouzos: Segon sindicalista
- Vasilis Tsaglos: Guàrdia de la presó
- Giannis Kandilas: Ministre Kriezis/Ostage
- Petros Hoidas: Fiscal
- Takis Doukatos: cap de policia
- Petros Markaris: Sindicalista assassinat
- Kostas Sfikas: assistent del fiscal
- Christoforos Himaras: Ministre
- Vangelis Kazan
- Alekos Boubis
- Giorgos Tzifos
- Kaiti Ibrohori
- Yannis Smaragdis
- Thanassis Valtinos
- Lambros Papadimitrakis
- Titika Vlahopoulou
- Yanka Avayanou
- Kiriakos Katrivanos
- Panos Kokkinopoulos
- Kostas Mandilas

## Premis
Va ser guardonat com a millor director i millor pel·lícula al Festival de Cinema Grec de Tessalònica el 1972. Al 23è Festival Internacional de Cinema de Berlín de 1973 va rebre un premi de la Federació Internacional de Crítics de Cinema.